# Підкосилів (зупинний пункт)
Зупинний пункт Підкосилів — закрита (станом на 2024 рік) залізнична станція напряму Харків — Льгов, що обслуговувала околицю селища міського типу Красна Яруга й навколишні населені пункти Ракитянського району Бєлгородської області.

## Історія
Станція Підкосилів відкрита в 1925 році як непасажирський роз'їзд 109-ї версти Донецьких залізниць. Однак іще в 1916 році роз'їзд на 109-й версті Північно-Донецької залізниці біля витоків річки Ілек (Ільок, вона ж — Красна Яруга) було передбачено на випадок збільшення вантажообігу даного напряму. З 1929 року — це роз'їзд Підкосилів із зупинкою тут поїздів пасажирського сполучення.
Станом на 1995 рік окремі пасажирські поїзди по станції Підкосилів ще зупинялися. По закритті напряму для поїздів далекого сполучення станцію закрили й обернули в зупинний пункт приміських поїздів без колійного розвитку. У 2013 році зупинку прослідував останній приміський поїзд, хоча ще в 2011 році на перегоні Готня — Юсупове відбувалася часткова заміна рейкошпальної решітки.